# 王稽
王 稽（おう けい、? - 紀元前255年）は、中国戦国時代に秦に仕えた人物。昭襄王の謁者を務めていた時期に魏に使者として派遣され、范雎を救った事がよく知られている。

## 生涯

### 范雎を助け秦に奔らす
魏国の人であった范雎は、魏国の宰相であった魏斉から斉と内通したとの嫌疑を掛けられ、迫害に遭い肋を折られ歯を失った。命の危険を感じた范雎は死んだふりを装って難を逃れようとしたが、更には簀巻きにされ便所に投げ込まれてしまう。
看守を説得した范雎はその協力を得て死んだ事にされ魏斉の元を逃れ、友人の鄭安平の元で傷を癒していたが、范雎の死を怪しんだ魏斉は追捕人を出して捜索を始めた。
それを知った鄭安平は范雎の名を張禄と偽らせて逃し、ちょうどその頃秦国の使者として魏に赴いていた王稽に面会して范雎を賢者と推薦し、秦国に亡命出来るようはからった。
魏斉の追及を避け、夜更けに范雎と面会した王稽は彼に才能があることを認め、范雎と鄭安平を秦に逃し、范雎を昭襄王に推挙した。

### 河東郡守の赴任と死
昭襄王の元で范雎が魏冄の後の宰相となるも、王稽は昇進せず彼は不満を抱いていた。王稽は范雎に面会すると暗にその不満を告げると、范雎の推挙で王稽は河東郡の郡守の地位を得ることが出来た。
昭襄王52年（紀元前255年）、王稽は敵に通じたと部下から告発され、その罪で昭襄王から死罪を賜りその遺骸は晒し者となった。